# Traque en haute montagne

Traque en haute montagne (Snowman's Pass) est un téléfilm canado-américain réalisé par Rex Piano et diffusé le 8 novembre 2004 sur Lifetime.

## Synopsis
Diana et son conjoint Brian font de l'alpinisme en montagne. Brian fait une chute et son corps n'est pas retrouvé. Un homme, Curt, cherche à engager Diana, guide de Haute montagne réputée, pour faire un parcours en montagne. À la suite de la réticence de Diana, il finit par la convaincre en lui vantant une nouvelle technologie sophistiquée par satellite dont il dispose pour aller retrouver le corps de Brian. Les véritables motivations de Curt réserveront en fait à Diana bien des surprises...

## Fiche technique
- Titre diffusion télé : What Lies Above
- Réalisation : Rex Piano
- Scénario : Peter Layton
- Société de production : Insight Film Studios
- Durée : 96 minutes
- Pays :  Canada,  États-Unis

## Distribution
- Nicole Eggert : Diana Pennington
- Marc Singer : Curt Seaver
- George Stults : Tyler
- Mike Dopud : Hugo
- Bruce Dawson : Ed
- Garvin Cross : Brian
- Joe MacLeod (en) : Eugene